# Chlumec (district de Český Krumlov)
Pour les articles homonymes, voir Chlumec.
Chlumec (en allemand : Chunzen) est une commune du district de Český Krumlov, dans la région de Bohême-du-Sud, en République tchèque. Sa population s'élevait à 99 habitants en 2020.

## Géographie
Chlumec se trouve à 9 km au nord-est de Český Krumlov, à 49 km au sud-ouest de České Budějovice et à 135 km au sud de Prague.
La commune est limitée par Kamenný Újezd au nord et à l'est, et par Dolní Třebonín au sud et à l'ouest.

## Histoire
La première mention écrite du village date de 1445.

## Administration
La commune se compose de deux quartiers :
- Chlumec
- Krnín